# Seoul Searching
Seoul Searching és una pel·lícula de comèdia i drama del 2015 dirigida i amb guió de Benson Lee que tracta sobre adolescents d'ètnia coreana criats fora de Corea del Sud que venen al país d'origen dels pares perquè retroben la cultura d'aquests. Es basa en els records del guionista. La banda sonora està formada per cançons de l'època (1986). És coproduïda per xinesos, estatunidencs i sud-coreans.
El repartiment és el següent: Justin Chon com a Sid Park, Jessika Van com a Grace, Esteban Ahn com a Sergio, Teo Yoo com a Klaus, Cha In-Pyo com al professor Kim i Rosalina Leigh com a Kris.

## Rebuda i premis
Ha rebut crítiques positives. A Rotten Tomatoes rebé un 79% d'aprovació i a Metacritic un 63%.
Ha guanyat els premis del Jurat Jove de l'Onada Futura al Festival de Cinema Internacional de Seattle i de l'Audiència de CAAMFest per la Millor Narrativa.